# Luigi Polano
Luigi Polano (Sassari, 3 aprile 1897 – Sassari, 24 maggio 1984) è stato un politico italiano.

## Biografia
Studente in ragioneria, aderì alla Federazione Giovanile Socialista Italiana nel 1914 divenendone due anni dopo il segretario regionale per la Sardegna. Trasferitosi a Roma per studiare all'Istituto superiore di studi economici e commerciali, viene notato dal segretario del Partito Socialista Italiano, Costantino Lazzari, e nel giugno 1917 diviene il segretario nazionale della Fgsi.
Nel gennaio 1918 è arrestato per sei mesi per «disfattismo». Prosciolto, è nuovamente arrestato per un comizio pacifista a Piombino e quindi internato per tutto il 1918.
Nel novembre 1919 rappresenta la Fgsi al congresso fondativo dell'Internazionale giovanile comunista. È tra gli scissionisti di Livorno che il 21 gennaio 1921 costituiscono il Partito Comunista d'Italia. La Fgsi aderisce al nuovo partito al 90% e Polano è confermato segretario della neonata Federazione Giovanile Comunista Italiana.
Nel 1922 è a Trieste come caporedattore del quotidiano Il Lavoratore. Polano con l'intera redazione è arrestato nel 1923 e al giovane comunista toccherà il domicilio coatto in Sardegna, dove però lavora subito da segretario regionale del Pcd'I. Dal 1924 inizia il suo peregrinare all'estero come cospiratore antifascista iscrivendosi anche al sindacato "rosso" dei marittimi e come tale aiuta gli spagnoli repubblicani nella loro guerra civile.
Durante la seconda guerra mondiale è in Unione Sovietica. Qui, alla fine di settembre del 1941, Palmiro Togliatti gli affida il compito di disturbare la radio fascista di Mario Appelius con proprie trasmissioni sul vero andamento della guerra. Benito Mussolini non riuscirà mai a interrompere o a rintracciare l'origine delle trasmissioni antifasciste che dureranno fino al 1944, quando Roma sarà liberata.
Nel 1945 torna in Sardegna dove diviene segretario della Federazione di Sassari del nuovo Partito Comunista Italiano. Per quest'ultimo sarà sia deputato che senatore dal 1948 al 1968.
Muore a Sassari il 24 maggio 1984, appena pochi giorni prima del segretario del partito Enrico Berlinguer.